# Roy Makaay
Rudolphus Antonius Makaay, dit Roy Makaay, né le 9 mars 1975 à Wijchen aux Pays-Bas, est un ancien footballeur international néerlandais qui évoluait au poste d'attaquant. Il est international néerlandais entre 1996 et 2005, marquant 6 buts en 43 sélections.

## Biographie

### En club
Il forme au début des années 2000 une redoutable paire d'attaquants avec Diego Tristán au Deportivo La Corogne. Il inscrit un triplé contre son futur club, le Bayern Munich en phases de poules de la Ligue des Champions (victoire 3-2), le 19 septembre 2002.
Il termine meilleur buteur de la Liga lors de la saison 2002-2003 avec 29 buts inscrits.
En 2003, le Bayern Munich réalise alors un des plus gros transferts de son histoire en s'octroyant ses services pour la somme de 20 millions d'euros. En Bundesliga, il acquiert le surnom das Phantom (le fantôme) pour son impressionnante capacité à surgir de nulle part pour aller marquer. 
En 2007, il retourne dans son pays natal pour signer un bail de 3 ans au Feyenoord Rotterdam. Selon le président du Bayern, Karl-Heinz Rummenigge, Roy Makaay, 32 ans, retourne " de sa propre volonté " dans son pays d'origine, un an avant la fin de son contrat avec le club bavarois.
Roy détient le record du but le plus rapide marqué en Ligue des Champions, après 10,26 secondes de jeu, face au Real Madrid, le 7 mars 2007.

### En équipe nationale
Avec l'équipe nationale, malgré son grand talent, Roy Makaay doit faire face à une concurrence plus que fournie : Patrick Kluivert, Dennis Bergkamp ou Ruud van Nistelrooy lui sont généralement préférés. Il ne marque finalement que six buts en quarante-trois sélections.
Lors de l'Euro 2004, il inscrit son premier but lors d'une grande compétition internationale face à la Lettonie. Malgré un bon Euro, il n'est pas sélectionné par Marco van Basten pour disputer la Coupe de monde 2006 en Allemagne

### En tant qu'entraîneur
Il paraphe en juin 2010 un contrat d'une saison en tant qu’entraîneur des moins de 13 ans du Feyenoord Rotterdam.
Après s'être occupé au Feyenoord Rotterdam de nombreuses équipes de jeunes jusqu'en 2019, il rejoint le staff des Rangers le 22 novembre 2021 en tant qu'adjoint principal de son compatriote Giovanni van Bronckhorst.

## Statistiques
Ce tableau présente les statistiques en carrière de joueur de Roy Makaay,. En 2003, Makaay finit meilleur buteur de Primera División avec 29 buts.
| Saison                | Club                  | Championnat           | Championnat | Championnat | Championnat | Coupe(s) nationale(s) | Coupe(s) nationale(s) | Coupe(s) nationale(s) | Supercoupe | Supercoupe | Supercoupe | Compétition(s) continentale(s) | Compétition(s) continentale(s) | Compétition(s) continentale(s) | Compétition(s) continentale(s) | Pays-Bas | Pays-Bas | Pays-Bas | Total | Total | Total |
| Saison                | Club                  | Division              | M.          | B.          | P.d.        | M.                    | B.                    | P.d.                  | M.         | B.         | P.d.       | Comp.                          | M.                             | B.                             | P.d.                           | M.       | B.       | P.d.     | M.    | B.    | P.d.  |
| 1993-1994             | Vitesse Arnhem        | Eredivisie            | 10          | 1           | -           | -                     | -                     | -                     | -          | -          | -          | -                              | -                              | -                              | -                              | -        | -        | -        | 10    | 1     | 0     |
| 1994-1995             | Vitesse Arnhem        | Eredivisie            | 34          | 11          | -           | -                     | -                     | -                     | -          | -          | -          | -                              | -                              | -                              | -                              | -        | -        | -        | 34    | 11    | 0     |
| 1995-1996             | Vitesse Arnhem        | Eredivisie            | 31          | 11          | 6           | -                     | -                     | -                     | -          | -          | -          | -                              | -                              | -                              | -                              | -        | -        | -        | 31    | 11    | 6     |
| 1996-1997             | Vitesse Arnhem        | Eredivisie            | 34          | 19          | 3           | 5                     | 3                     | -                     | -          | -          | -          | -                              | -                              | -                              | -                              | 2        | 0        | -        | 41    | 22    | 3     |
| Sous-total            | Sous-total            | Sous-total            | 109         | 42          | 9           | 5                     | 3                     | -                     | -          | -          | -          | -                              | -                              | -                              | -                              | 2        | 0        | -        | 116   | 45    | 9     |
| 1997-1998             | CD Tenerife           | Primera División      | 36          | 7           | -           | -                     | -                     | -                     | -          | -          | -          | -                              | -                              | -                              | -                              | -        | -        | -        | 36    | 7     | 0     |
| 1998-1999             | CD Tenerife           | Primera División      | 36          | 14          | 4           | -                     | -                     | -                     | -          | -          | -          | -                              | -                              | -                              | -                              | -        | -        | -        | 36    | 14    | 4     |
| Sous-total            | Sous-total            | Sous-total            | 72          | 21          | 4           | -                     | -                     | -                     | -          | -          | -          | -                              | -                              | -                              | -                              | -        | -        | -        | 72    | 21    | 4     |
| 1999-2000             | Deportivo La Corogne  | Primera División      | 36          | 22          | 7           | 2                     | 1                     | -                     | -          | -          | -          | C3                             | 3                              | 3                              | -                              | 6        | 0        | -        | 47    | 26    | 7     |
| 2000-2001             | Deportivo La Corogne  | Primera División      | 29          | 16          | 4           | -                     | -                     | -                     | -          | -          | -          | C1                             | 6                              | 1                              | 1                              | 4        | 0        | -        | 39    | 17    | 5     |
| 2001-2002             | Deportivo La Corogne  | Primera División      | 30          | 12          | 4           | 2                     | 1                     | -                     | -          | -          | -          | C1                             | 9                              | 1                              | 0                              | 6        | 1        | -        | 47    | 15    | 4     |
| 2002-2003             | Deportivo La Corogne  | Primera División      | 38          | 29          | 3           | 3                     | 1                     | -                     | 2          | 0          | 2          | C1                             | 11                             | 9                              | 2                              | 5        | 1        | 1        | 59    | 40    | 8     |
| Sous-total            | Sous-total            | Sous-total            | 133         | 79          | 18          | 7                     | 3                     | -                     | 2          | 0          | 2          | -                              | 29                             | 14                             | 3                              | 21       | 2        | 1        | 192   | 98    | 24    |
| 2003-2004             | Bayern Munich         | Bundesliga            | 32          | 23          | 7           | 4                     | 2                     | -                     | -          | -          | -          | C1                             | 8                              | 6                              | 0                              | 12       | 4        | -        | 56    | 35    | 7     |
| 2004-2005             | Bayern Munich         | Bundesliga            | 33          | 22          | 10          | 7                     | 5                     | 3                     | -          | -          | -          | C1                             | 8                              | 7                              | 1                              | 7        | 0        | -        | 55    | 34    | 14    |
| 2005-2006             | Bayern Munich         | Bundesliga            | 31          | 17          | 6           | 6                     | 1                     | 0                     | -          | -          | -          | C1                             | 8                              | 2                              | 2                              | 1        | 0        | -        | 46    | 20    | 8     |
| 2006-2007             | Bayern Munich         | Bundesliga            | 33          | 16          | 5           | 5                     | 0                     | 1                     | -          | -          | -          | C1                             | 8                              | 2                              | 1                              | -        | -        | -        | 46    | 18    | 7     |
| Sous-total            | Sous-total            | Sous-total            | 129         | 78          | 28          | 22                    | 8                     | 4                     | -          | -          | -          | -                              | 32                             | 17                             | 4                              | 20       | 4        | -        | 203   | 107   | 36    |
| 2007-2008             | Feyenoord Rotterdam   | Eredivisie            | 28          | 13          | 7           | 5                     | 7                     | 0                     | -          | -          | -          | -                              | -                              | -                              | -                              | -        | -        | -        | 33    | 20    | 7     |
| 2008-2009             | Feyenoord Rotterdam   | Eredivisie            | 31          | 16          | 4           | 5                     | 4                     | 1                     | -          | -          | -          | C3                             | 6                              | 0                              | 1                              | -        | -        | -        | 42    | 20    | 6     |
| 2009-2010             | Feyenoord Rotterdam   | Eredivisie            | 24          | 7           | 3           | 4                     | 3                     | 0                     | -          | -          | -          | -                              | -                              | -                              | -                              | -        | -        | -        | 28    | 10    | 3     |
| Sous-total            | Sous-total            | Sous-total            | 83          | 36          | 14          | 14                    | 14                    | 1                     | -          | -          | -          | -                              | 6                              | 0                              | 1                              | -        | -        | -        | 103   | 50    | 16    |
| Total sur la carrière | Total sur la carrière | Total sur la carrière | 526         | 256         | 73          | 49                    | 28                    | 5                     | 2          | 0          | 2          | -                              | 67                             | 31                             | 8                              | 43       | 6        | 1        | 687   | 321   | 89    |

### International
- A participé à l'Euro 2000 (2 matchs) et à l'Euro 2004 (3 matchs, 1 but).
- Première sélection le 5 octobre 1996 : Pays de Galles - Pays-Bas (1-3).
- 43 sélections avec les Pays-Bas (6 buts).

### Buts en sélection
| Buts en sélection de Roy Makaay | Buts en sélection de Roy Makaay | Buts en sélection de Roy Makaay | Buts en sélection de Roy Makaay | Buts en sélection de Roy Makaay | Buts en sélection de Roy Makaay |
| #                               | Date                            | Lieu                            | Adversaire                      | Résultats                       | Compétitions                    |
| ------------------------------- | ------------------------------- | ------------------------------- | ------------------------------- | ------------------------------- | ------------------------------- |
| 1                               | 19 mai 2002                     | Boston, États-Unis              | États-Unis                      | 2-0                             | Match amical                    |
| 2                               | 16 octobre 2002                 | Vienne, Autriche                | Autriche                        | 3-0                             | Éliminatoires Euro 2004         |
| 3                               | 20 août 2003                    | Bruxelles, Belgique             | Belgique                        | 1-1                             | Match amical                    |
| 4                               | 28 avril 2004                   | Eindhoven, Pays-Bas             | Grèce                           | 4-0                             | Match amical                    |
| 5                               | 1er juin 2004                   | Lausanne, Suisse                | Îles Féroé                      | 3-0                             | Match amical                    |
| 6                               | 23 juin 2004                    | Braga, Portugal                 | Lettonie                        | 3-0                             | Euro 2004                       |

## Palmarès

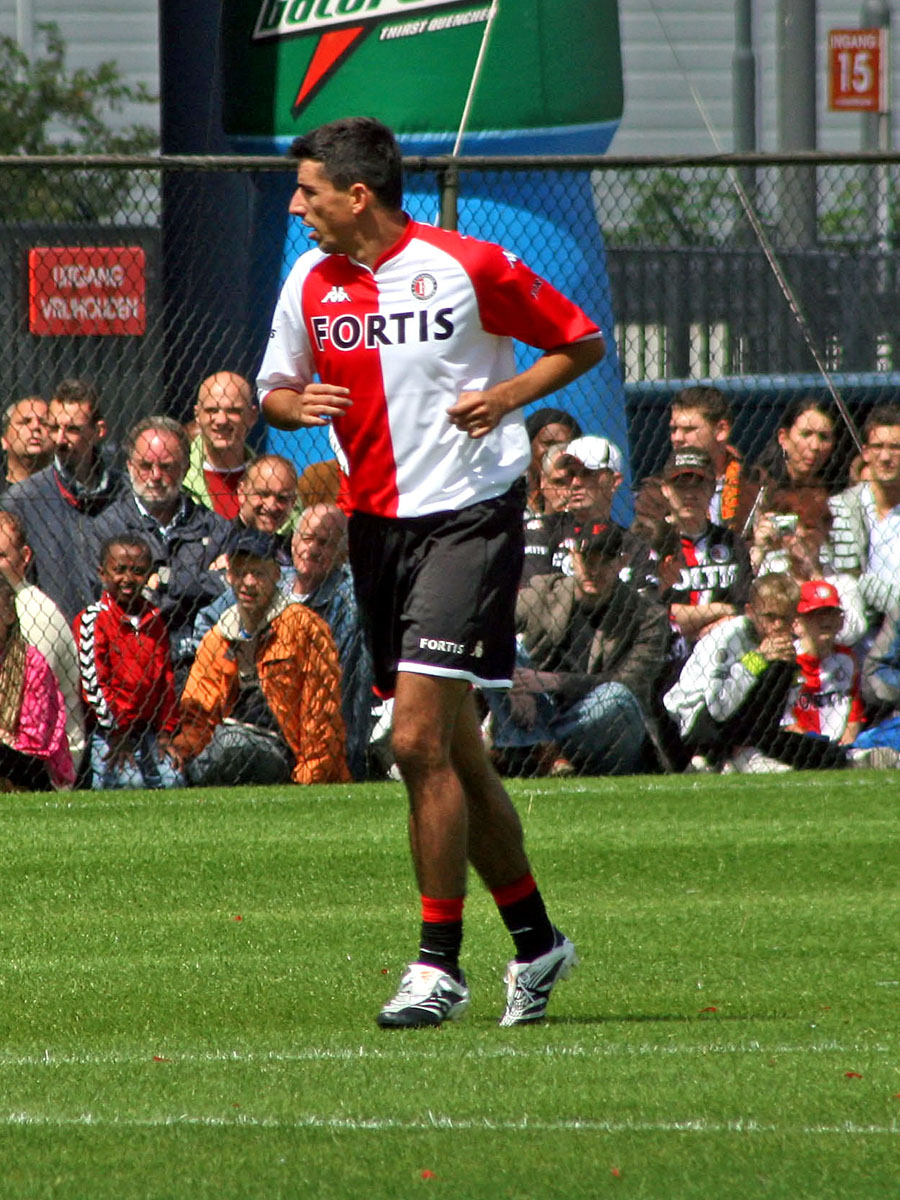
Roy Makaay sous le maillot du Feyenoord Rotterdam en 2007.

- Champion d'Espagne en 2000 avec le Deportivo La Corogne
- Champion d'Allemagne en 2005 et en 2006 avec le Bayern Munich
- Vainqueur de la Coupe d'Espagne en 2002 avec le Deportivo La Corogne
- Vainqueur de la Coupe d'Allemagne en 2005 et en 2006 avec le Bayern Munich
- Vainqueur de la Coupe des Pays-Bas en 2008 avec le Feyenoord Rotterdam
- Vainqueur de la Supercoupe d'Espagne en 2002 avec le Deportivo La Corogne
- Vice-champion d'Espagne en 2001 et en 2002 avec le Deportivo La Corogne
- Vice-champion d'Allemagne en 2004 avec le Bayern Munich

### EnÉquipe des Pays-Bas
- 43 sélections et 6 buts entre 1996 et 2005
- Participation au Championnat d'Europe des Nations en 2000 (1/2 finaliste) et en 2004 (1/2 finaliste)

### Distinctions individuelles
- Soulier d'or européen en 2003 (29 buts)
- Meilleur buteur de Primera Liga en 2003 (29 buts) avec le Deportivo La Corogne
- Meilleur buteur de la Coupe des Pays-Bas en 2008 (7 buts)
- But le plus rapide de la Ligue des Champions, avec une réalisation après 10 secondes (contre le Real Madrid le 7 mars 2007)